# TKi1
TKi1 – polskie oznaczenie parowozu tendrzaka pruskiej serii T91 (późniejsze oznaczenie Baureihe 900-2).

## Historia
Pruskie parowozy serii T9.1 budowano w latach 1892–1901. Ogółem powstało 426 parowozów pruskich. Po I wojnie światowej 43 egzemplarze znalazły się w służbie PKP oraz 3 parowozy na kolejach Wolnego Miasta Gdańsk. Służyły do prowadzenia lekkich pociągów towarowych, osobowych oraz manewrów. 
W czasie kampanii wrześniowej około 23 egzemplarze TKi1 zostały zdobyte przez Rosjan. Po wojnie w Polsce eksploatowano 4 parowozy serii. 